# Alice Playten
Alice Playten (* 28. August 1947 als Alice Plotkin in New York City, New York; † 25. Juni 2011 ebenda) war eine US-amerikanische Schauspielerin und Sängerin.

## Leben
Playten, als Alice Plotkin 1947 in New York City geboren, debütierte 1959 am Broadway und war dort unter anderem in den Musicals Gypsy, Oliver! und Hello, Dolly! zu sehen. Unter der Regie von Ridley Scott spielte sie 1985 in dem Spielfilm Legende. Im Fernsehen hatte sie Gastauftritte in den Serien Frasier und Law & Order.

## Auszeichnungen und Nominierungen
- 1968: Tony Award (nominiert als Beste Hauptdarstellerin in einem Musical für Henry, Sweet Henry)
- 1968: Theatre World Award (für Henry, Sweet Henry)
- 1973: Obie Award (für Hervorragende Darstellung in National Lampoon's Lemmings)
- 1989: Drama Desk Award (nominiert als Herausragende Hauptdarstellerin in einem Bühnenstück für Spoils of War)
- 1994: Obie Award (für First Lady Suite)

## Filmografie (Auswahl)
- 1981: Heavy Metal (Stimme)
- 1985: Legende (Legend)
- 1991–1994: Doug (Fernsehserie, sieben Folgen, Stimme)
- 1993: Ein Concierge zum Verlieben (For Love or Money)
- 1994: I.Q. – Liebe ist relativ (I.Q.)
- 1998: New York Undercover (Fernsehserie, eine Folge)
- 1999: Frasier (Fernsehserie, drei Folgen)
- 2001: Third Watch – Einsatz am Limit (Third Watch, Fernsehserie, eine Folge)
- 2001: Law & Order (Fernsehserie, eine Folge)
- 2001: Die Erziehung von Max Bickford
- 2005: Jung und Leidenschaftlich – Wie das Leben so spielt (As the World Turns, Fernsehserie, zwei Folgen)
- 2006: Das Buch Daniel (The Book of Daniel, Fernsehserie, zwei Folgen)
- 2007: Oy Vey
- 2009: Lieber verliebt (The Rebound)